# 普洛戈夫
普洛戈夫（法語：Plogoff，法語發音：[plɔɡɔf]）是法国菲尼斯泰尔省的一个市镇，属于坎佩尔区。

## 地理
普洛戈夫（48°2'12"N, 4°39'57"W）面积11.73 平方千米，位于法国布列塔尼大區菲尼斯泰尔省，该省份为法国最西部的省份，位于布列塔尼半岛西部，北西南三面环大西洋，东临阿摩尔滨海省和莫尔比昂省。
与普洛戈夫接壤的市镇（或旧市镇、城区）包括：克莱当卡普锡赞、普里姆兰。

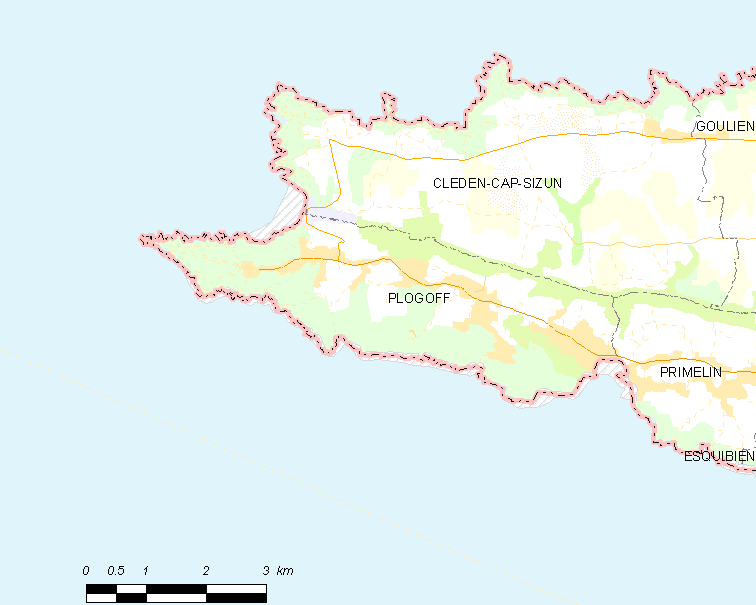
普洛戈夫的OSM定位图

普洛戈夫的时区为UTC+01:00、UTC+02:00（夏令时）。

## 行政
普洛戈夫的邮政编码为29770，INSEE市镇编码为29168。

## 政治
普洛戈夫所属的省级选区为杜瓦讷内县。

## 人口

1962-2008年间普洛戈夫人口变化图示

普洛戈夫于2022年1月1日时的人口数量为1166人。